# Матилда фон Диц
Матилда (Мехтилд) фон Диц (на немски: Mathilde (Mechtild) von Diez; * ок. 1238; † 3 декември 1288) е графиня от Графство Диц и чрез женитба господарка на замъка „Фалкенщайн“ в Пфалц.
Тя е дъщеря на граф Герхард II фон Диц († 1266) и съпругата му Агнес фон Сарверден († сл. 1277), дъщеря на граф Лудвиг III фон Сарверден († сл. 1246).

## Фамилия
Мехтилд/Матилда фон Диц се омъжва пр. март 1266 г. за Вернер I фон Фалкенщайн († 1298/1300), син на Филип I фон Фалкенщайн и Изенгард фон Мюнценберг. Те имат децата:
- Филип III фон Фалкенщайн (ок. 1257; † 1322), женен I. 1287 г. за Мехтилд/Матилда фон Епенщайн († пр. 1303), II. сл. 1303 г. за Лукарда фон Изенбург-Бюдинген († 1309), III. 1309 г. за Матилда фон Хесен († сл. 1332)
- Куно I фон Фалкенщайн († сл. 1330), женен за Вилебург фон Брухзал
- Вернер фон Фалкенщайн († сл. 1293)
- Улрих фон Фалкенщайн († сл. 1317)
- Изенгард (1260 – сл. 1316), омъжена пр. 18 декември 1290 г. за Зигфрид фон Епщайн († 1332), син ан Готфрид III фон Епщайн